# Torre costiera

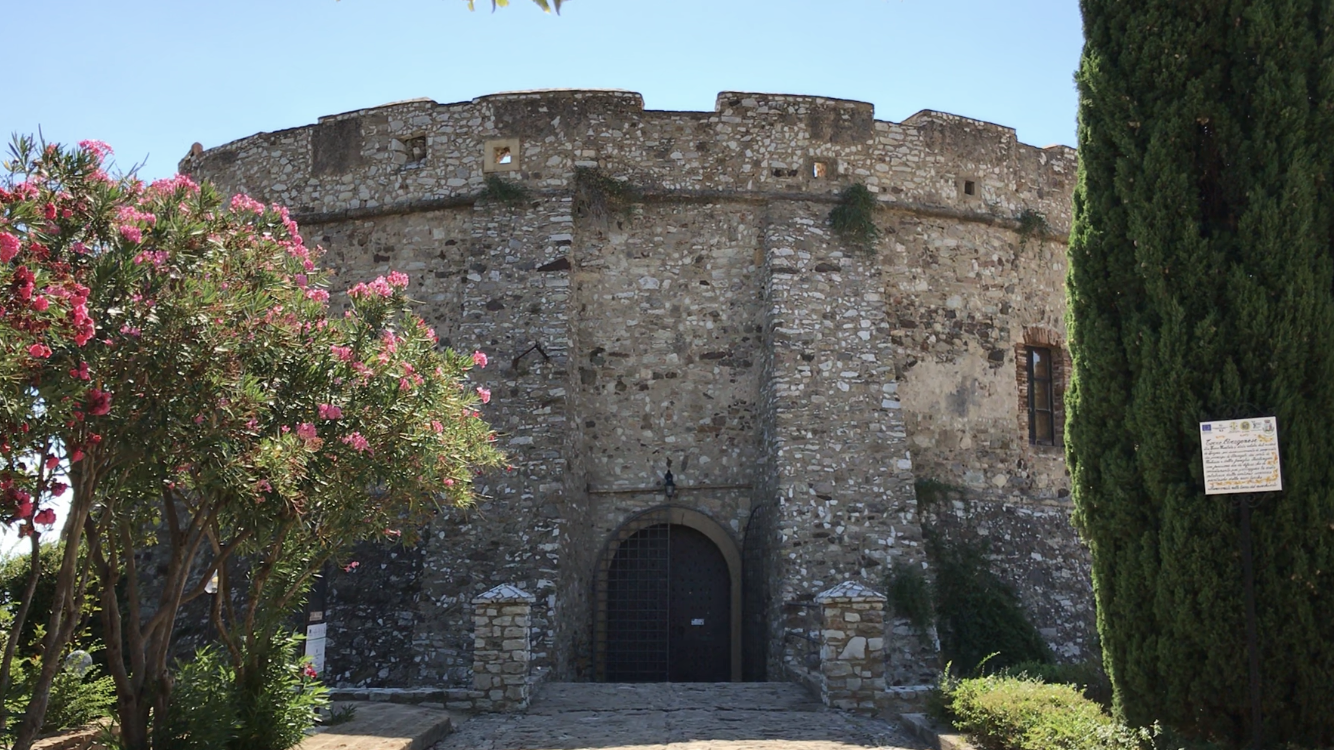
La Torre Aragonese di Torre Melissa, edificata per difendere il territorio dell’alto Marchesato Crotonese dalle incursioni piratesche ottomane e veneziane

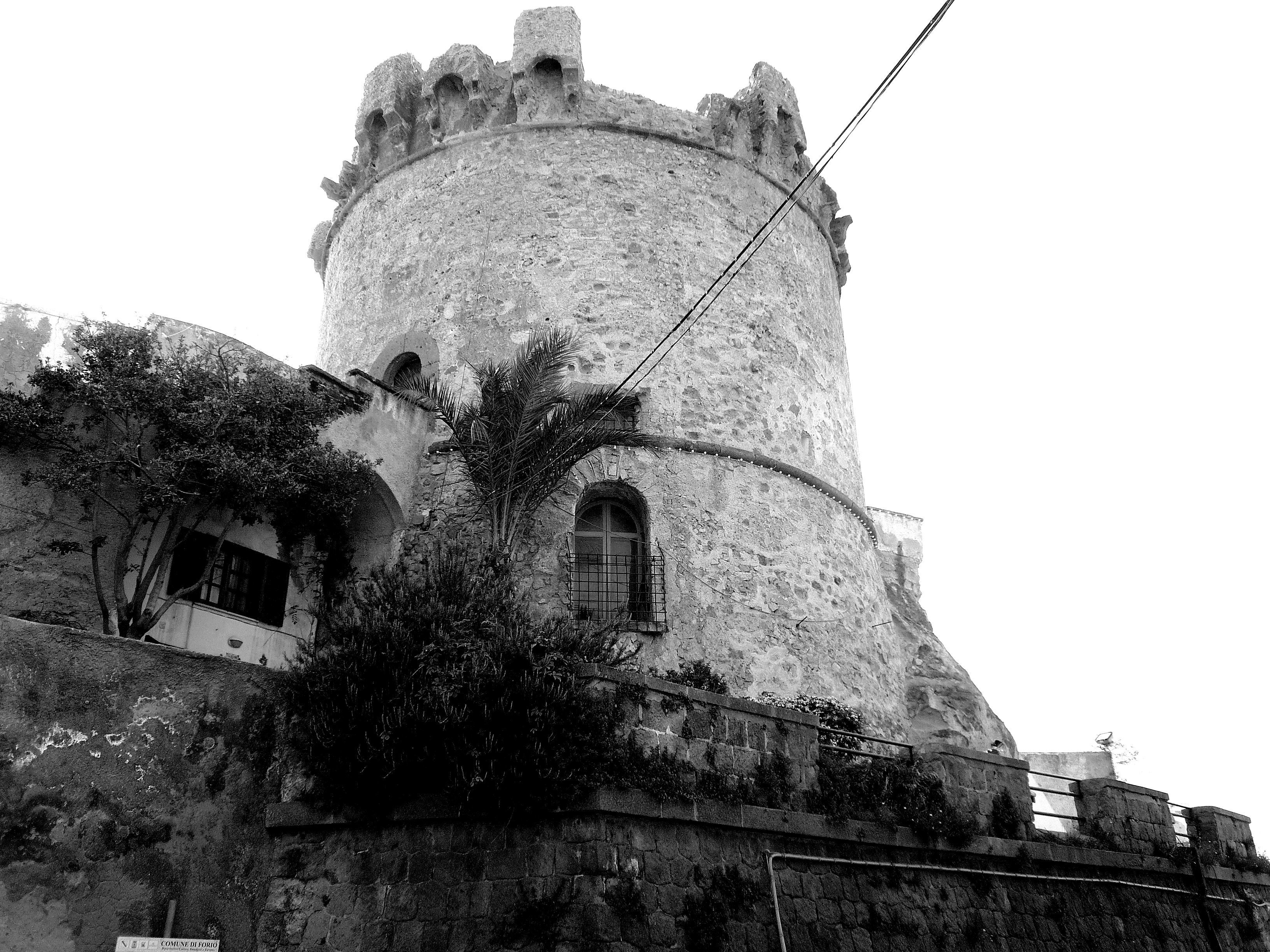
Il Torrione di Forio, la più antica torre costiera dell'isola d'Ischia

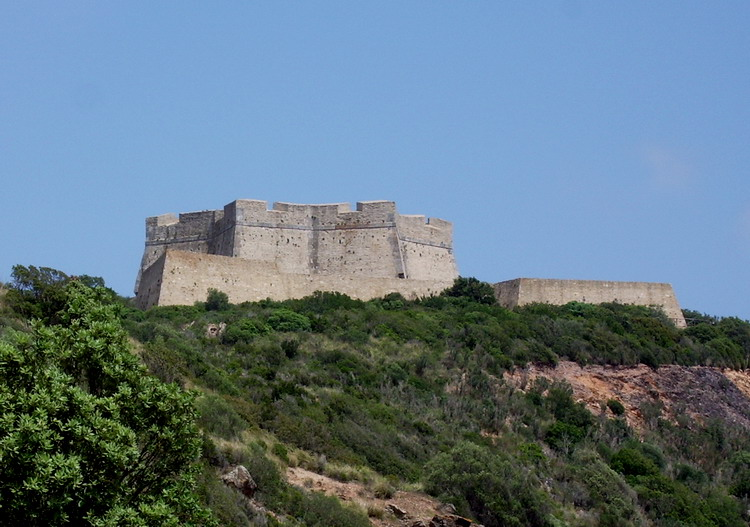
Il cinquecentesco Forte Stella sulle pendici del Monte Argentario

Le torri costiere sono strutture fortificate situate lungo i litorali. Nei secoli passati, svolgevano funzioni di avvistamento, difesa ed offesa, al fine di prevenire e contrastare possibili invasioni dal mare, molte delle quali venivano condotte dai Saraceni.

## Origini

### Medioevo

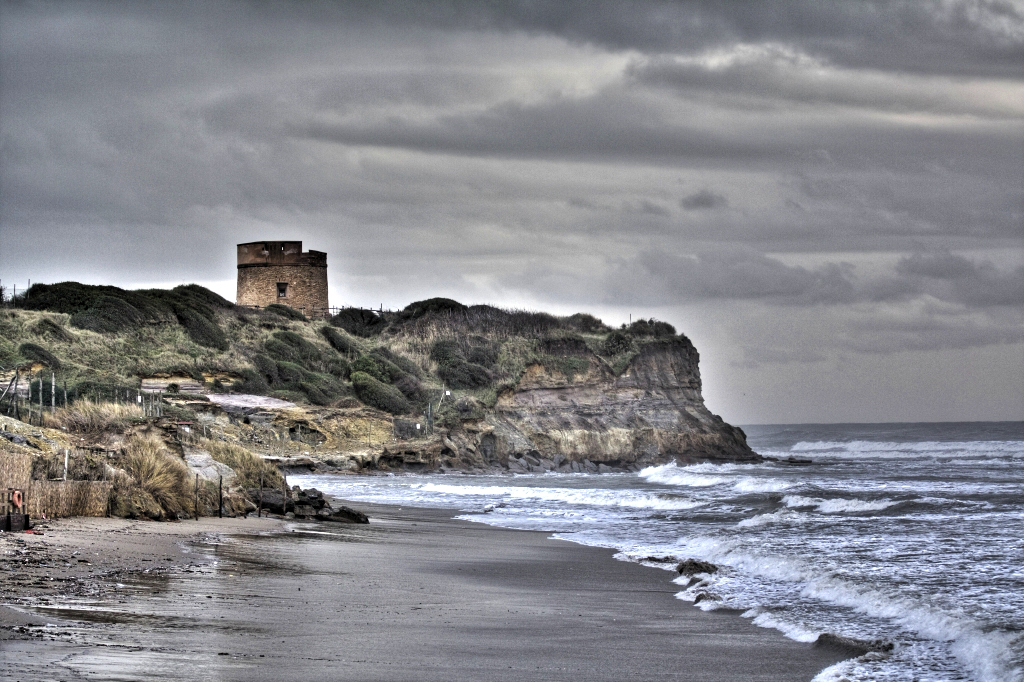
Veduta dalla spiaggia di Tor Caldara (1565 d.C.) a Lavinio Lido di Enea.

In Italia, le torri costiere iniziarono a sorgere durante il Medioevo, per una strategia difensiva che si diffuse in modo comune nei vari stati dell'epoca.
La costruzione delle torri seguiva criteri ben precisi, in quanto dovevano poter comunicare con quelle più vicine, attraverso precisi segnali luminosi messi in atto dalle sentinelle dislocate nelle parti sommitali, al fine di segnalare possibili pericoli provenienti dal mare. La loro ubicazione, inoltre, veniva scelta in modo da avere la migliore visuale possibile anche verso l'entroterra, in modo che dalla fortificazione potessero essere lanciati tempestivamente gli eventuali segnali di allarme.
Le torri di epoca medievale venivano costruite generalmente a pianta quadrata, con basamento a scarpa e terrazza sommitale delimitata da merlature; lungo le pareti, vi si aprivano le feritoie. Talvolta, le fortificazioni potevano essere costituite da più corpi di fabbrica, uniti tra loro da ballatoi.

### Rinascimento
In epoca rinascimentale, furono realizzate altre fortificazioni, al fine di ampliare i sistemi difensivi dei vari stati o rimpiazzare preesistenti strutture gravemente danneggiate.
Rispetto alle torri del Medioevo, le torri costiere di epoca rinascimentale venivano generalmente realizzate a pianta circolare, con basamento a scarpa più o meno pronunciato; spesso, l'ingresso veniva costruito al piano sopraelevato, raggiungibile attraverso una rampa di scale munita di ponte levatoio.

### Manierismo

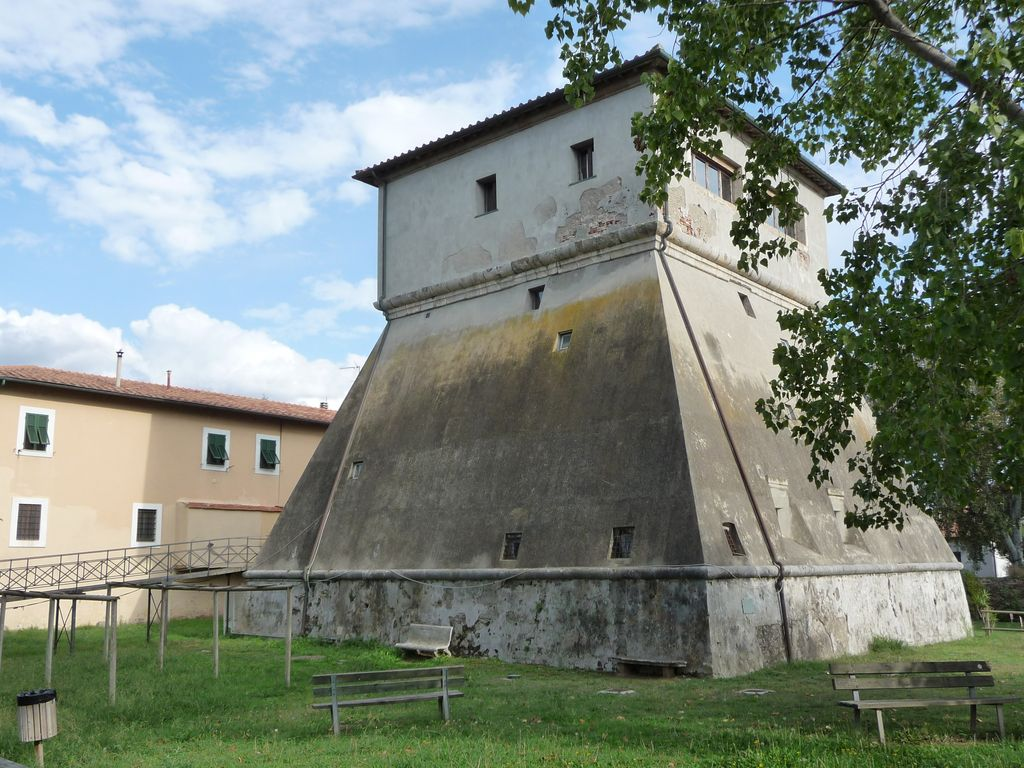
La Torre di Vada presso l'omonima località della Maremma

La diffusione del manierismo nell'arte e nell'architettura coincise con l'alleanza che venne fatta tra l'Impero ottomano e il Regno di Francia, dalla quale originarono le insidie di incursioni saracene verso l'area della penisola italiana, ancora molto frammentata a livello geo-politico.
Durante questa fase le influenze spagnole portarono alla costruzione di numerose strutture fortificate, tra cui anche possenti fortezze e cittadelle di architettura militare, che hanno avuto i massimi esempi nel Granducato di Toscana, nello Stato dei Presidii, nel Regno di Napoli e nel Regno di Sardegna.

### Seicento
Anche il Seicento fu un secolo durante il quale furono effettuati lavori di implementazione ad alcuni sistemi difensivi costieri già esistenti, mentre venivano edificate nuove torri o fortificazioni laddove veniva individuato un punto debole che poteva favorire un eventuale attacco dal mare.

### Settecento

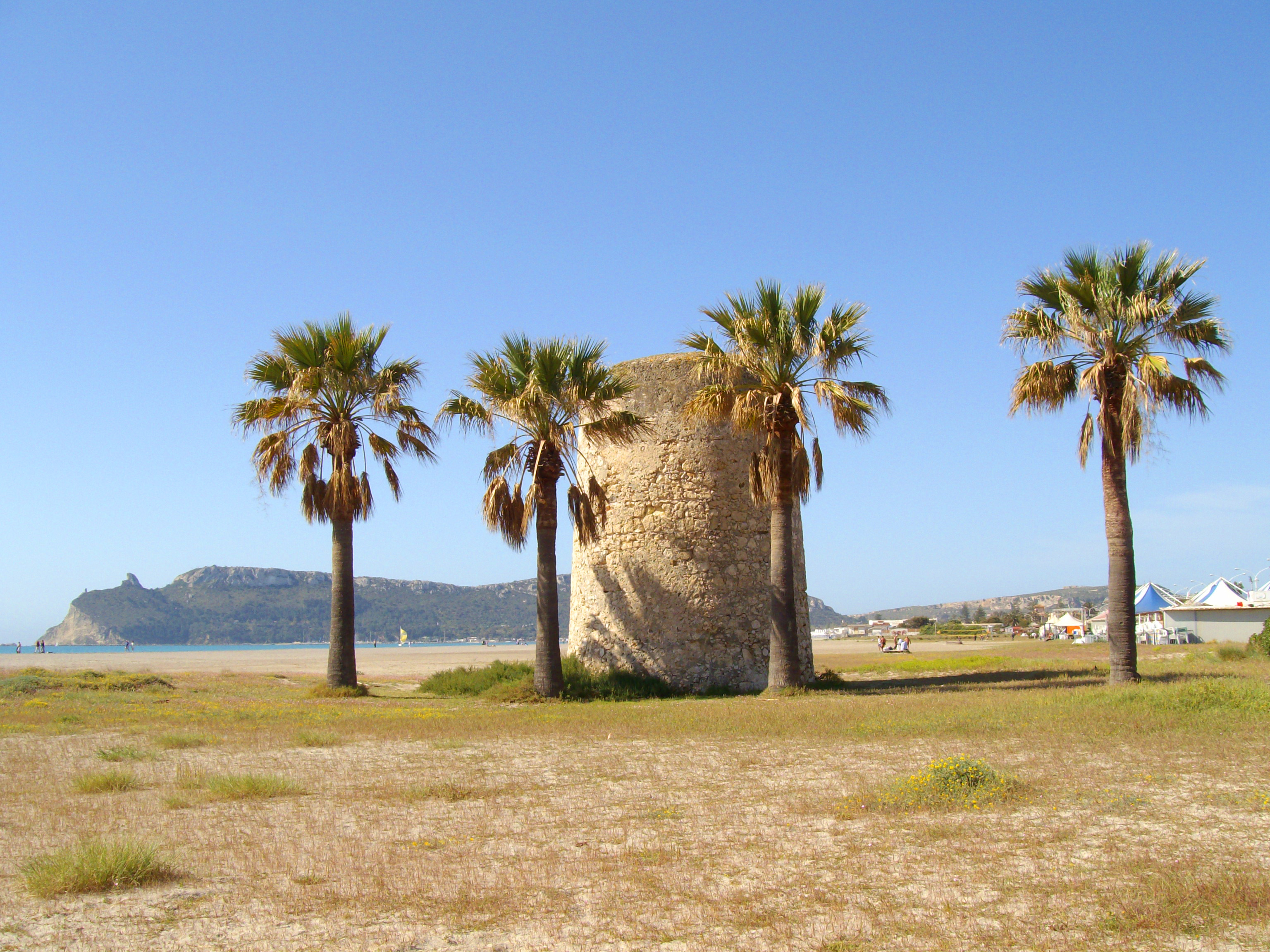
La Torre di Mezza Spiaggia a Cagliari

Durante il Settecento, la realizzazione di nuove torri o fortificazioni si limitò notevolmente rispetto al secolo precedente. Soltanto in Maremma, infatti, furono costruiti alcuni fortini in prossimità delle coste sabbiose, le cui funzioni di avvistamento e di difesa erano solo di tipo secondario, affiancandosi a quelle di bonifica e controllo del territorio: molte di queste strutture venivano comunque erette con aspetto fortificato.
Nel rimanente panorama nazionale, il secolo si caratterizzò principalmente per opere di restauro, ristrutturazione e riqualificazione delle preesistenti torri e strutture difensive situate lungo i litorali, in un panorama ancora piuttosto frammentato ed eterogeneo dal punto di vista geopolitico.

## Epoca contemporanea

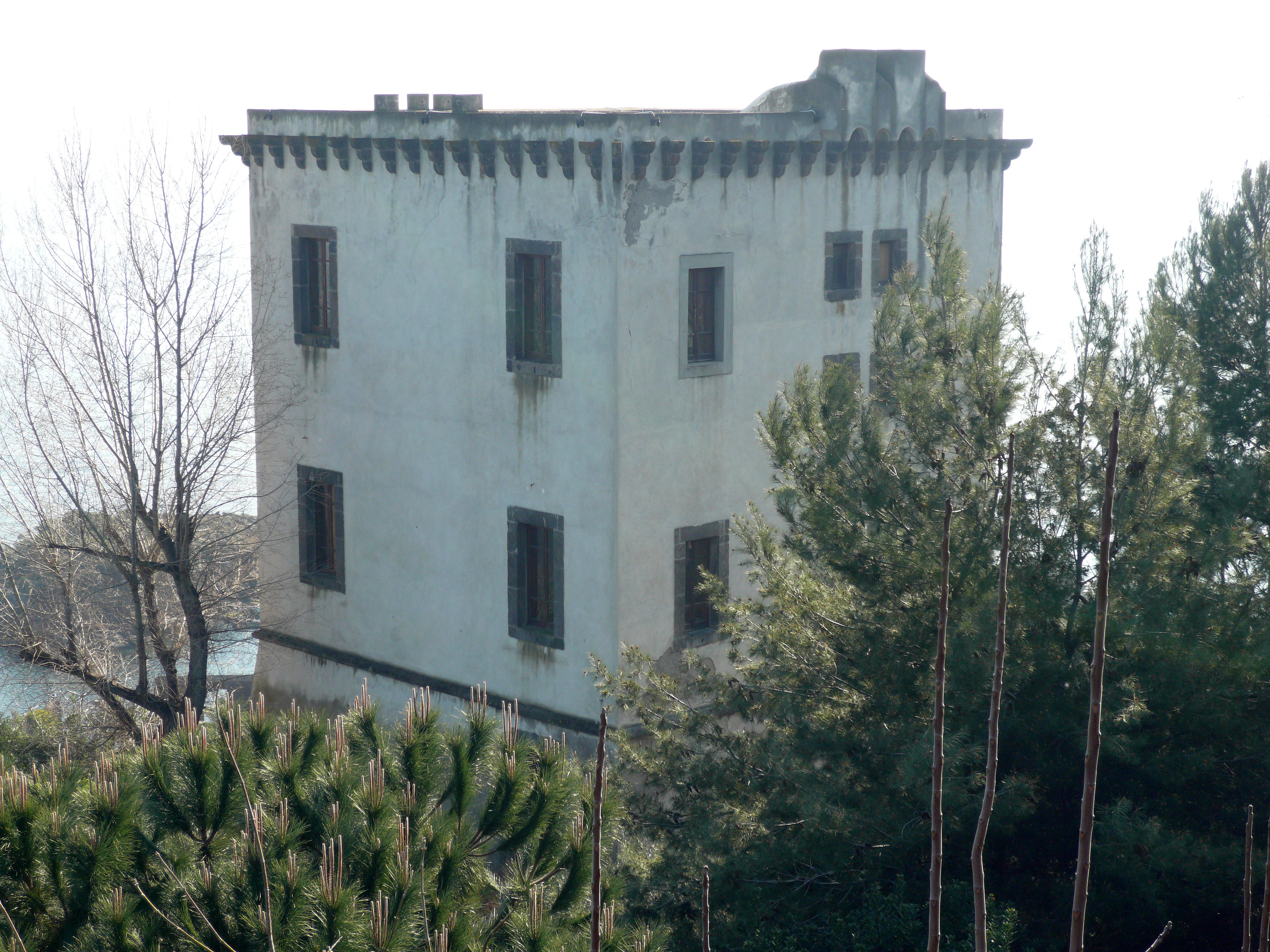
La quattrocentesca Torre di Guevara ad Ischia

Le torri costiere costituiscono elementi storico-architettonici pienamente integrati nel paesaggio costiero. Molte fortificazioni sono state restaurate durante gli anni, e riportate agli antichi splendori, altre sono state modificate per diventare abitazioni, alberghi o altro; altre ancora, infine, sono state abbattute.